# Sophie Eleonore Walther
Sophie Eleonore Walther (verheiratete Achenwall; * 6. Januar 1723 in Gießen; † 23. Mai 1754 in Göttingen) war eine deutsche Schriftstellerin.

## Leben

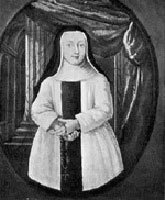
Sophie Eleonore Walthers enge Freundin Susanne von Klettenberg

Sophie Eleonore Walther wurde als Tochter des Gymnasiallehrers Heinrich Andreas Walther in Gießen geboren. Der Vater, der später in Worms als Lehrer und anschließend in Frankfurt am Main als Pastor tätig war und mit dem  Werk Erste Gründe der Weisheit und Tugend auch als philosophischer Schriftsteller in Erscheinung trat, unterrichtete seine Tochter selbst. Dabei erhielt sie eine Bildung, die für Mädchen der Zeit unüblich war: Neben Französisch und Englisch lernte sie auch Latein, Griechisch und Hebräisch. Durch ihren Bruder Friedrich Andreas Walther (1727–1769), der 1746 sein Werk Proben poetischer Uebungen veröffentlicht hatte, wurde Sophie Eleonore Walther ermutigt, selbst zu schreiben. 
Sie legte ihr erstes Werk Gedanken in gebundener Rede auf die Religions-Spötter und Gottes-Läugner 1749 bei der Deutschen Gesellschaft in Göttingen vor, die sie 1749 zum Ehrenmitglied ernannte. Sie war zu dem Zeitpunkt die sechste Frau, der diese Ehre zuteilwurde.
Als nach ihrer ersten Schrift 1750 ihre Gedichte im Druck erschienen, ernannten auch die Helmstedter Gesellschaft und die Jenaer Gesellschaft sie zu ihrem Ehrenmitglied. Zu dieser Zeit stand Sophie Eleonore Walther, die von Zeitgenossen auch die „Waltherin“ oder „Olorena“ genannt wurde, mit schreibenden Frauen ihrer Zeit wie zum Beispiel Susanne von Klettenberg in freundschaftlichem Kontakt. 
In einem Sendschreiben an die kaiserlich gekrönte Poetin Traugott Christiane Dorothee Löber formulierte sie selbstbewusst den Anspruch der Frau auf Gelehrsamkeit:
Ja auch der schwächste Theil, das weibliche Geschlechte
Prangt durch Gelehrsamkeit
Sonst hatte es sich nie zu forschen unterwunden,
Als ihm der Männer Neid die Augen zugebunden,
Und ob man es gleich noch in engen Grenzen hält;
So dringt es dennoch durch!
Im Jahr 1751 lernte sie in Frankfurt am Main den Göttinger Nationalökonom Gottfried Achenwall kennen, der ihre Dichtungen gelesen hatte. Im Jahr 1752 heirateten beide in Göttingen. Bereits 1754 starb Sophie Eleonore Walther im Kindbett. Dichter wie Friedrich Karl von Moser verfassten Gedichte und Reden auf ihren Tod.

## Werke
- Gedanken in gebundener Rede auf die Religions-Spötter und Gottes-Läugner (1749)
- Gedichte. Schmid, Göttingen 1750. (Digitalisat)
- Die herzogliche deutsche Gesellschaft zu Helmstädt antwortet auf die verbindliche Zuschrift der Hochedelgebohrnen Jungfer [Traugott Christiane Dorothee Löber] aus Altenburg (Sendschreiben, 1750)
- Meisterstücke moralischer Abhandlungen Englischer und Deutscher Sittenlehrer (frei übersetzte Bearbeitungen, 1753)